# Bill Hunt
Pour les articles homonymes, voir Hunt.
William Alfred Hunt, dit Bill Hunt, est un joueur de cricket international australien né le 26 août 1908 à Balmain en Nouvelle-Galles du Sud et mort le 30 décembre 1983 dans la même localité. Joueur au sein de l'équipe de Nouvelle-Galles du Sud, il compte une sélection en Test cricket avec l'équipe d'Australie, en 1932.

## Biographie
William Hunt naît le 26 août 1908 à Balmain, une banlieue de Sydney. Jeune, il pratique le cricket dans les rues de la localité, en particulier avec son ami Archie Jackson, lui aussi futur international.
Ce slow left-arm orthodox débute en first-class cricket avec la Nouvelle-Galles du Sud contre la Tasmanie en février 1930 au Sydney Cricket Ground, réussissant à prendre trois guichets. Il est sélectionné avec l'équipe d'Australie en janvier 1932 pour affronter l'Afrique du Sud. Il ne prend aucun guichet dans ce qui sera son seul match international.
Il fait sa dernière apparition en first-class cricket contre l'Australie-Méridionale en mars de la même année. Sa carrière se compose de dix-huit rencontres first-class, prenant un total de 62 guichets à la moyenne au lancer de 23,00.
Au début des années 1970, il aide l'écrivain David Frith à réaliser son livre sur Archie Jackson, en lui donnant des informations sur la vie de celui-ci. Bill Hunt décède le 30 décembre 1983 à Balmain.

## Bilan sportif

### Principales équipes
|                        | Test              |
| ---------------------- | ----------------- |
| Australie              | 1932              |
|                        | First-class       |
| Nouvelle-Galles du Sud | 1929-30 - 1931-32 |

### Statistiques
| Statistiques internationales                              |       |
|                                                           | Tests |
| Matchs joués                                              | 1     |
| Courses marquées                                          | 0     |
| Moyenne à la batte                                        | 0,00  |
| 50/100                                                    | -     |
| Meilleur score                                            | -     |
| Guichets pris                                             | 0     |
| Moyenne au lancer                                         | -     |
| 5 g. en une manche                                        | -     |
| 10 g. en un match                                         | -     |
| Meilleure perf. lancer                                    | 0/14  |
| Catches/Stumpings                                         | 1/-   |
| Statistiques générales                                    |       |
|                                                           | FC    |
| Matchs joués                                              | 18    |
| Courses marquées                                          | 301   |
| Moyenne à la batte                                        | 14,33 |
| 50/100                                                    | -     |
| Meilleur score                                            | 45    |
| Guichets pris                                             | 62    |
| Moyenne au lancer                                         | 23,00 |
| 5 g. en une manche                                        | 2     |
| 10 g. en un match                                         | -     |
| Meilleure perf. lancer                                    | 5/36  |
| Catches/Stumpings                                         | 12/-  |
| Mise à jour de la boîte : 15 octobre 2008 Actualiser aide |       |